# Babinci (Bułgaria)
Babinci (bułg. Беленци) – wieś w Bułgarii, w obwodzie Łowecz, w gminie Tetewen. Według danych szacunkowych Ujednoliconego Systemu Ewidencji Ludności oraz Usług Administracyjnych dla Ludności, 15 września 2022 roku miejscowość liczyła 278 mieszkańców.

## Wydarzenia
We wsi corocznie 1 października obchodzone jest Święto Wstawiennictwa Najświętszej Marii Panny na pobliskim Strusim szczycie, gdzie stał stary krzyż, a w 2005 roku na jego miejscu wybudowano kaplicę Wstawiennictwa Najświętszej Marii Panny. Wczesnym rankiem odprawiana jest Święta Liturgia, w której uczestniczą zarówno mieszkańcy wsi, jak i mieszkańcy Tetewenu i okolic. Później wszyscy zbierają się przy stole, aby spróbować tradycyjnego świątecznego i regionalnego menu – kurbanu i mleka z ryżem.